# 卡鲁塞多
卡鲁塞多，是西班牙卡斯蒂利亚-莱昂莱昂省的一个市镇。 总面积35平方公里，2001年普查人口總數為669人，人口密度為每平方公里19人。